# Samuel Smith's Organic Chocolate Stout
Samuel Smith's Organic Chocolate Stout — пиво типу солодкий стаут, яке випускається незалежною англійською броварнею Samuel Smith's Old Brewery. 
Пиво вариться з колодязної води, добутої зі свердловини 1758 року, яка до сьогодні експлуатується. 
Найкраще смакує охолодженим, при температурі 11 °C.

## Склад
- Вода
- Органічний солод з ячміню
- Органічний інвертний цукор
- Пивні дріжджі
- Органічний хміль
- Органічний екстракт какао
- Діоксид вуглецю